# Stapleton (Geórgia)
Stapleton é uma cidade localizada no estado americano de Geórgia, no Condado de Jefferson.

## Demografia
Segundo o censo americano de 2000, a sua população era de 318 habitantes.
Em 2006, foi estimada uma população de 313, um decréscimo de 5 (-1.6%).

## Geografia
De acordo com o United States Census Bureau tem uma área de 4,5 km², dos quais 4,5 km² cobertos por terra e 0,0 km² cobertos por água.

## Localidades na vizinhança
O diagrama seguinte representa as localidades num raio de 24 km ao redor de Stapleton.